# خواب با حرکت آرام چشم
خواب با حرکت آرام چشم یا خواب بدون حرکات سریع چشم (به انگلیسی: Non-rapid eye movement sleep) یا (NREM) که به آن خواب نان‌رم نیز گفته می‌شود، در مجموع مراحل ۱–۳ خواب است که قبلاً به عنوان مرحله ۱–۴ خواب شناخته می‌شد. این مرحله شامل خواب با حرکات سریع چشم (REM) نمی‌باشد. الکتروانسفالوگرافی و سایر خصوصیات متمایز در هر مرحله دیده می‌شود. برخلاف خواب REM، در این مراحل معمولاً حرکت چشم کم است یا هیچ حرکتی ندارد. رویاپردازی و خواب دیدن در طول خواب NREM نادر است، و عضلات مانند خواب REM فلج نمی‌شوند. افرادی که مراحل خواب را به درستی طی نمی‌کنند در خواب NREM گیر می‌کنند و به دلیل فلج نشدن عضلات، فرد ممکن است قادر به راه رفتن در خواب باشد. طبق مطالعات، اعتقاد بر این است که فعالیت ذهنی که در هنگام خواب NREM اتفاق می‌افتد مانند یک فکر است، در حالی که خواب REM شامل محتوای توهم‌زا و عجیب است. فعالیت ذهنی که در خواب NREM و REM رخ می‌دهد در نتیجه دو مولد ذهنی مختلف است که تفاوت فعالیت ذهنی را نیز توضیح می‌دهد. افزون‌براین، در طول مرحلهٔ خواب NREM، بیشتر فعالیت پاراسمپاتیک تسلط دارد. اعتقاد بر این است که تفاوت‌های گزارش شده بین فعالیت REM و NREM از اختلاف در مراحل حافظۀ ناشی از دو نوع خواب می‌باشد.

## مراحل
خواب NREM در استانداردسازی Rechtschaffen و Kales (R&K) در سال ۱۹۶۸ به چهار مرحله تقسیم می‌شد که در به روزرسانی ۲۰۰۷ توسط آکادمی پزشکی خواب آمریکا (AASM) به سه مرحله کاهش یافته‌است.